# كاريل أنشريل

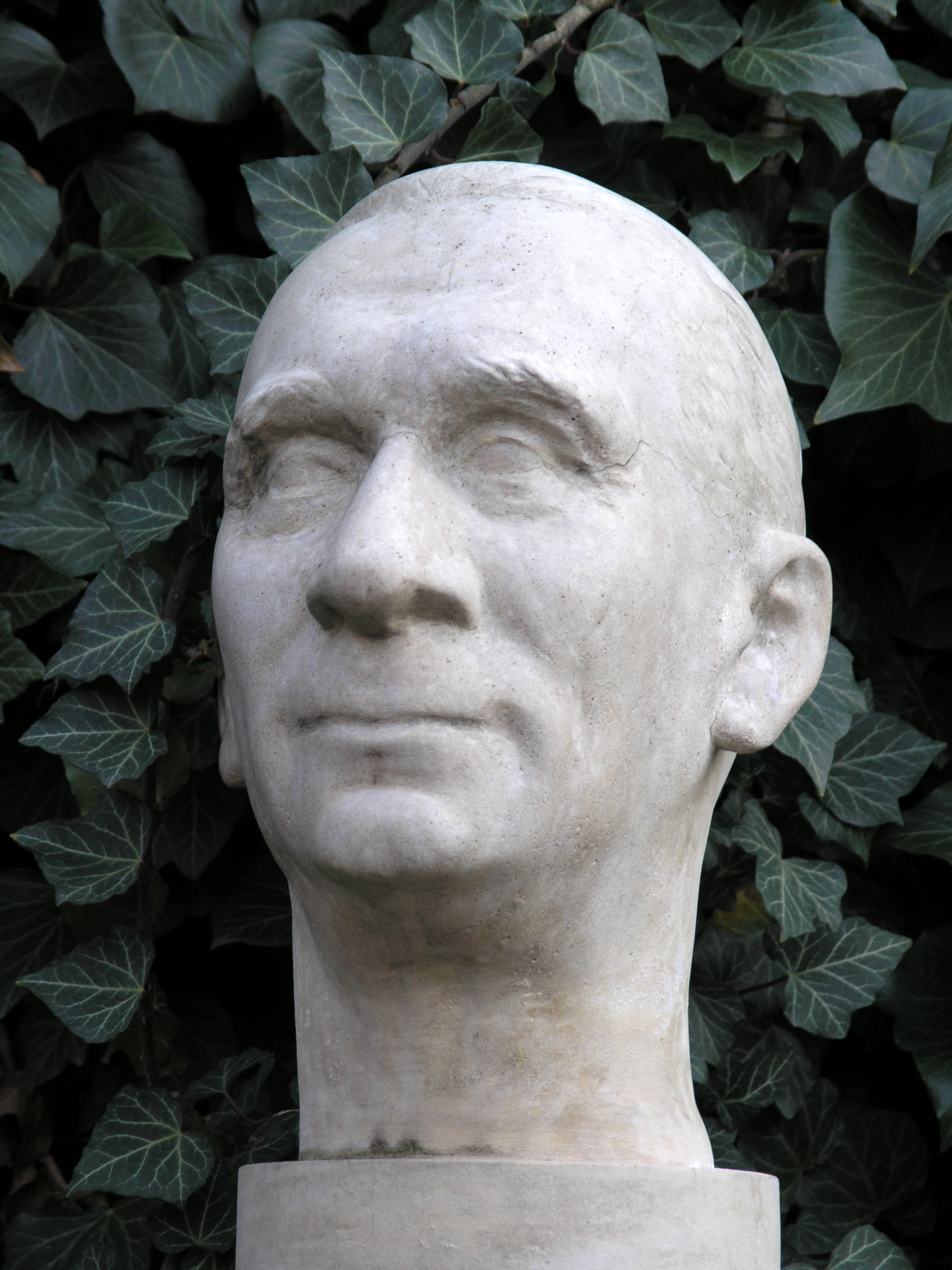
مقبرة فيشهراد - كاريل أنشريل (مايسترو)

كاريل أنشريل بالإنجليزية Karel Ančerl (و. 11 أبريل 1908 – م. 3 يوليو 1973)
مايسترو تشيكي.
درس في كونسرفتوار براغ من 1925 إلى 1929، ثم عمل مع هيرمان شيرتشين في ميونيخ وستراتسبورج ومع فاكلاف تاليش في براغ. قضى الأعوام من 1933 حتى 1939 يقود الأوركسترا في عدة مسارح ولإذاعة براغ. بعد الاحتلال الألماني لتشيكوسلوفاكيا، أقيل من وظائفه. تم ترحيله لمخيمات اللائجين النازية في تيرزين، أرسل لاحقا إلى أوشفيتز حيث كان العضو الوحيد من الأسرة الذي ظل على قيد الحياة. بعد الحرب صار على قيد الحياة. بعد الحرب صار مايسترو في الاوركسترا السيمفوني لإذاعة التشيك من 1947 حتى 1950 والمايسترو الرئيسي لأوركسترا التشيك الفيلهارموني من 1950 حتى 1968، حيث خلف تاليش. عام 1969 غادر تشيكوسلوفاكيا وعرض عليه قيادة اوركسترا تورنتو السيمفوني وهو منصب شغله حتى وفاته. أثناء سنواته في الاوركسترا التشيكي الفيلهارموني، سجل أنشريل الحفلات بنشاط محققا تميز خاص في تفسيره المباشر والجذاب لأعمال ديفورجاك ويناتشيك إضافة إلى أعمال المؤلفين السيمفونيين الذين ينتمون للقرن العشرين أمثال روسيل ومارتينو وشوستاكوفتش. تميزت قراءاته بتوازن مصقول بين الحيوية والغنائية ودفء تعبيري فطري

## وصلات خارجية
- كاريل أنشريل على موقع IMDb (الإنجليزية)
- كاريل أنشريل على موقع مونزينجر (الألمانية)
- كاريل أنشريل على موقع ميوزك برينز (الإنجليزية)
- كاريل أنشريل على موقع أول موفي (الإنجليزية)
- كاريل أنشريل على موقع أول ميوزيك (الإنجليزية)
- كاريل أنشريل على موقع ديسكوغز (الإنجليزية)
- كاريل أنشريل على موقع قاعدة بيانات الفيلم (الإنجليزية)

1. ↑  Rostislav Běhal (1994), Rostislav Běhal (ed.), Kdo je kdo v sedmdesátileté historii Českého rozhlasu (بالتشيكية), Sdružení pro rozhlasovou tvorbu, p. 25, QID:Q98553840
2. 1 2 3 4  No label or title -- debug: Q129255365، QID:Q129255365
3. ↑  ميوزك برينز (بالإنجليزية), MetaBrainz Foundation, QID:Q14005
4. ↑  NPR Encylopedia of Classical Music